# Clypeodrepanus striatus
Clypeodrepanus striatus är en skalbaggsart som beskrevs av Antoine Boucomont 1921. Clypeodrepanus striatus ingår i släktet Clypeodrepanus och familjen bladhorningar. Inga underarter finns listade i Catalogue of Life.